# Borlänge (sång)
Borlänge släpptes 1996 och var den sista singeln DLK släppte på 13 år innan de återförenades 2009 och släppte Hugos Sång. Som med alla De Lyckliga Kompisarnas skivor (förutom Scaniajon) så släpptes även denna på Birdnest Records.

## Låtar på singeln
| Nr | Titel            | Längd |  |
| -- | ---------------- | ----- |  |
| 1. | Borlänge         | 2.40  |  |
| 2. | Arbetslös & pank | 1.48  |  |
| 3. | Tuktelsen börjar | 3.36  |  |
| 4. | Elvis lever!     | 1.42  |  |